# Milne (cráter)

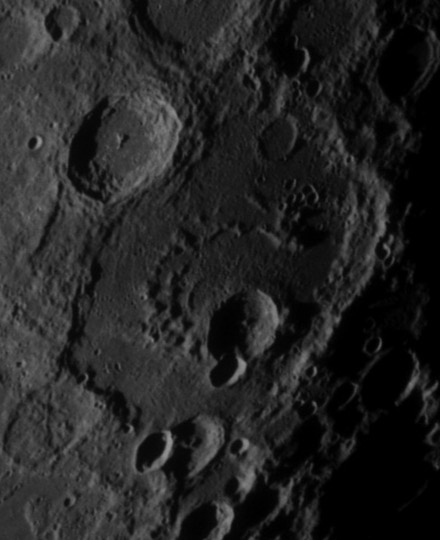
Fotografía de la misión Apolo 12

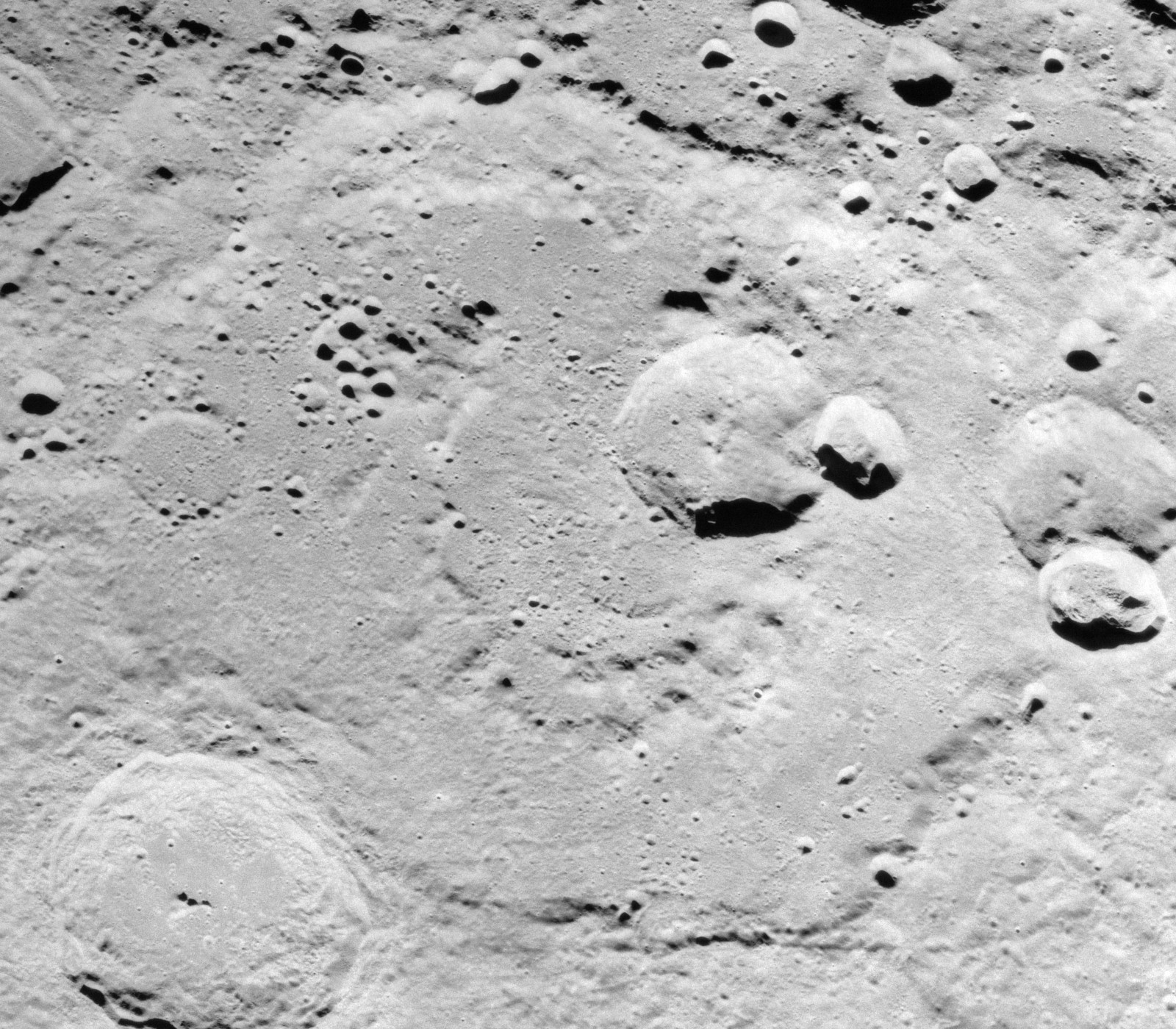
Vista oblicua desde el Apolo 17, mirando al este

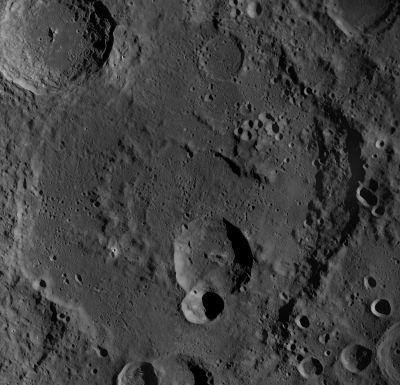
Fotografía de la misión Lunar Reconnaissance Orbiter

Milne es un gran cráter de impacto perteneciente al hemisferio sur de la cara oculta de la Luna. Se encuentra al noreste del Mare Australe, y al sureste del Lacus Solitudinis.
|  |

La formación ha sido muy erosionada y remodelada por una larga historia de impactos, dejando una línea de crestas baja e irregular alrededor de la mayor parte del perímetro. La parte sur de la pared ha sido borrada por los impactos, y esta área es superpuesta por los cráteres Milne M y Milne N. Milne N tiene un sistema de marcas radiales y pertenece al Período Copernicano.
Aunque el suelo interior es relativamente plano, ha sido afectado por muchos impactos en su superficie. El más prominente de estos es el cráter satélite Milne K, que está situado apenas al sur del punto medio. Superpuesto al sector sur del borde de Milne K se halla Milne L, más pequeño. En la parte noreste del suelo aparece una inusual formación estrecha de 10-12 pequeños impactos que se asemeja a un racimo de uvas.
El suelo del cráter es algo irregular en la parte noroeste, donde el prominente cráter Scaliger invade el borde exterior, dejando restos de materiales sobre el suelo. Otros cráteres cercanos incluyen a Alden al norte, Parkhurst al oeste, Schaeberle al noreste, y Bjerknes al sur. Más al noreste se hallan la llanura amurallada de Fermi y el impresionante cráter Tsiolkovskiy.

## Cráteres satélite
Por convención estos elementos son identificados en los mapas lunares poniendo la letra en el lado del punto medio del cráter que está más cercano a Milne.
|       | \| Milne \| Coordenadas \| Diámetro \| \| ----- \| ------------------------------- \| -------- \| \| K \| 32°30′S 113°06′E / -32.5, 113.1 \| 65 km \| \| L \| 33°42′S 112°42′E / -33.7, 112.7 \| 26 km \| \| M \| 35°42′S 112°06′E / -35.7, 112.1 \| 54 km \| \| N \| 35°30′S 110°48′E / -35.5, 110.8 \| 37 km \| \| P \| 37°06′S 107°42′E / -37.1, 107.7 \| 95 km \| \| Q \| 34°18′S 107°18′E / -34.3, 107.3 \| 75 km \| |          |
| Milne | Coordenadas | Diámetro |
| K     | 32°30′S 113°06′E / -32.5, 113.1 | 65 km    |
| L     | 33°42′S 112°42′E / -33.7, 112.7 | 26 km    |
| M     | 35°42′S 112°06′E / -35.7, 112.1 | 54 km    |
| N     | 35°30′S 110°48′E / -35.5, 110.8 | 37 km    |
| P     | 37°06′S 107°42′E / -37.1, 107.7 | 95 km    |
| Q     | 34°18′S 107°18′E / -34.3, 107.3 | 75 km    |